# Oscar za najbolju originalnu glazbu
Oscar za najbolju originalnu glazbu (eng. Academy Award for Original Music Score) dodjeljuje se za glazbu u formi dramskog skladanja napisanu koju je skladatelj napisao posebno za film.

## Pobjednici s više nominacija
Tri skladatelja su osvojila Oscar dvije godine uzastopno:
- Franz Waxman za Bulevar sumraka 1950. i Mjesto pod suncem 1951.
- Alan Menken za Ljepoticu i zvijer 1991. i Aladina i Pochahontas 1992.
- Gustavo Santaolalla za Planinu Brokeback 2005. i Babel 2006.

Sljedeće je popis skladatelj koji su više puta bili nominirani i koji su osvojili bar jedan Oscar. Popis je sortiran brojem pobjeda, dok je broj nominacija naveden u zagradama.
| - 9 : Alfred Newman (43) - 5 : John Williams (45) - 4 : Johnny Green (12) - 4 : André Previn (11) - 4 : John Barry (6) - 4 : Alan Menken (5) - 3 : Max Steiner (24) - 3 : Ray Heindorf (17) - 3 : Morris Stoloff (17) - 3 : Miklós Rózsa (16) - 3 : Dimitri Tiomkin (14) - 3 : Maurice Jarre (8) | - 3 : Ken Darby (6) - 3 : Roger Edens (6) - 3 : Saul Chaplin (5) - 3 : Adolph Deutsch (5) - 2 : Franz Waxman (11) - 2 : Henry Mancini (7) - 2 : Lennie Hayton (6) - 2 : Erich Wolfgang Korngold (3) - 2 : Gustavo Santaolalla (2) - 2 : Howard Shore (2) - 1 : Jerry Goldsmith (17) - 1 : Victor Young (17) - 1 : Herbert Stothart (11) - 1 : Elmer Bernstein (10) - 1 : Lionel Newman (9) | - 1 : James Horner (9) - 1 : Hans Zimmer (7) - 1 : Dave Grusin (6) - 1 : Georges Delerue (5) - 1 : Bernard Herrmann (5) - 1 : Aaron Copland (4) - 1 : Elliot Goldenthal (3) - 1 : Rachel Portman (3) - 1 : Stephen Schwartz (3) - 1 : Gabriel Yared (3) - 1 : John Corigliano (2) - 1 : Dario Marianelli (2) - 1 : Nino Rota (2) - 1 : A. R. Rahman (1) |  |

## Ostali skladatelji s više nominacija
Sljedeći skladatelji su nominirani za ovu nagradu više od jedanput. Broj nominacija naveden je u zagradama.
| Preminuli: - Alex North (14) - Roy Webb (7) - Werner Janssen (6) - Richard Hageman (5) - Edward Ward (5) - Frank Skinner (4) - Louis Gruenberg (3) - Ernst Toch (3) - Marvin Hatley (2) - Jack Nitzsche (2) - Victor Schertzinger (2) - Louis Silvers (2) | Živi: - Randy Newman (8) - Thomas Newman (8) - James Newton Howard (6) - Ennio Morricone (5) - Lalo Schifrin (5) - George Fenton (4) - Danny Elfman (3) - Philip Glass (3) - Marc Shaiman (3) - Patrick Doyle (2) - Richard Robbins (2) |  |  |

## Pobjednici i nominirani

### 1930-e
| Godina | Najbolja glazba                                    | Nominirani |
| ------ | -------------------------------------------------- | --- |
| 1934.  | Victor Schertzinger, Gus Kahn – Jedna noć ljubavi  | Max Steiner – Izgubljena patrola Kenneth Webb, Samuel Hoffenstein – Vesela razvedenica |
| 1935.  | Max Steiner – Doušnik                              | Erich Wolfgang Korngold – Captain Blood Ernst Toch – Peter Ibbetson Herbert Stothart – Pobuna na brodu Bounty |
| 1936.  | Erich Wolfgang Korngold – Anthony Adverse          | Max Steiner – Alahov vrt Werner Janssen – General je umro u zoru Max Steiner – Zapovjedništvo pješačke brigade Nathaniel Shilkret – Zimski ugođaj |
| 1937.  | Charles Previn – Sto muškaraca i jedna djevojka    | W. Franke Harling, Milan Roder – Duše na moru Dimitri Tiomkin – Izgubljeni horizont Herbert Stothart – Maytime Victor Schertzinger – Nešto za opjevati Alberto Colombo – Portia na suđenju Dr. Hugo Riesenfeld – Poželi nešto Roy Webb – Quality Street Frank Churchill, Leigh Harline, Paul J. Smith – Snjeguljica i sedam patuljaka Louis Silvers – U starom Chicagu Alfred Newman – Uragan Alfred Newman – Zatvorenik Zende Marvin Hatley – Way Out West Max Steiner – Život Emila Zole |
| 1938.  | Erich Wolfgang Korngold – Pustolovine Robina Hooda | Victor Young – Vojnikinja Marvin Hatley – Block-Heads Werner Janssen – Blokada Victor Young – Lomeći led Alfred Newman – Kauboj i dama Richard Hageman – Da sam ja kralj Herbert Stothart – Marija Antoaneta Russell Bennett – Pacific Liner Louis Silvers – Suez Franz Waxman – Mladi u srcu |
| 1939.  | Herbert Stothart – Čarobnjak iz Oza                | Max Steiner – Mračna pobjeda Werner Janssen – Eternally Yours Victor Young – Zlatni dečko Max Steiner – Zameo ih vjetar Victor Young – Guliverova putovanja Lud Gluskin, Lucien Moraweck – Čovjek sa željeznom maskom Victor Young – Man of Conquest Dimitri Tiomkin – Gospodin Smith ide u Washington Anthony Collins – Sestra Edith Cavel Aaron Copland – O miševima i ljudima Alfred Newman – The Rains Came Alfred Newman – Orkanski visovi Alfred Newman – Zvonar crkve Notre Dame    |

### 1940-e
| Godina | Glazba za dramski film ili komediju                    | Nominirani |
| ------ | ------------------------------------------------------ | --- |
| 1940.  | Leigh Harline, Paul J. Smith, Ned Washington – Pinokio | Victor Young – Arizona Victor Young – Mračna zapovijed Louis Gruenberg – Borba za život Meredith Willson – Veliki diktator Frank Skinner – Kuća sa sedam zabata Richard Hageman – Howardovi iz Virginije Max Steiner – Pismo Richard Hageman – Dugo putovanje kući Alfred Newman – Zorrova maska Roy Webb – Moja omiljena supruga Victor Young – North West Mounted Police Werner Heymann – One Million B.C. Aaron Copland – Naš grad Franz Waxman – Rebecca Miklós Rózsa – Bagdadski lopov Herbert Stothart – Waterloo Bridge |
| 1941.  | Bernard Herrmann – Sve što novac ne može kupiti        | Frank Skinner – Back Street Alfred Newman – Vatrena lopta Edward Ward – Cheers for Miss Bishop Bernard Herrmann – Građanin Kane Franz Waxman – Dr. Jekyll i g. Hyde Victor Young – Zadrži zoru Alfred Newman – Kako je bila zelena moja dolina Edward Kay – Kralj zombija Morris Stoloff, Ernst Toch – Dame u mirovini Meredith Willson – Male lisice Miklós Rózsa – Lydia Cy Feuer, Walter Scharf – Otok milosti Max Steiner – Narednik York Louis Gruenberg – So Ends Our Night Miklós Rózsa – Zalazak sunca Franz Waxman – Sumnja Edward Ward – Tanks a Million Werner Heymann – Osjećaj nesigurnosti Richard Hageman – Ova žena je moja |

| Godina | Glazba za mjuzikl                       | Nominirani |
| ------ | --------------------------------------- | --- |
| 1941.  | Frank Churchill, Oliver Wallace – Dumbo | Edward Ward – All-American Co-Ed Robert Emmett Dolan – Rođenje bluesa Charles Previn – Buck Privates Herbert Stothart, Bronislaw Kaper – Čokoladni vojnik Cy Feuer – Ice-Capades Heinz Roemheld – The Strawberry Blonde Emil Newman – Sun Valley Serenade Anthony Collins – Sunny Morris Stoloff – Nikad se nećeš obogatiti |

| Godina | Glazba za dramski film ili komediju | Nominirani |
| ------ | ----------------------------------- | --- |
| 1942.  | Max Steiner – A sada, putniče       | Frank Skinner – Arapske noći Frank Churchill, Edward Plumb – Bambi Alfred Newman – Crni labud Dimitri Tiomkin – Korzikanska braća Victor Young – Leteći tigrovi Max Terr – Zlatna groznica Roy Webb – Oženio sam vješticu Roy Webb – Joan of Paris Miklós Rózsa – Knjiga o džungli Edward Kay – Klondike Fury Leigh Harline – Ponos Jenkija Herbert Stothart – Random Harvest Richard Hageman – The Shanghai Gesture Victor Young – Srebrna kraljica Victor Young – Take a Letter, Darling Friedrich Hollaender, Morris Stoloff – Gradska šaputanja Werner Heymann – Biti ili ne biti |

| Godina | Glazba za mjuzikl                                  | Nominirani |
| ------ | -------------------------------------------------- | --- |
| 1942.  | Ray Heindorf, Heinz Roemheld – Yankee Doodle Dandy | Edward Ward – Flying with Music Roger Edens, Georgie Stoll – For Me and My Gal Robert Emmett Dolan – Holiday Inn Hans Salter, Charles Previn – Počelo je s Evom Walter Scharf – Johnny Doughboy Alfred Newman – Moja djevojka Sal Leigh Harline – You Were Never Lovelier |

| Godina | Glazba za dramski film ili komediju | Nominirani |
| ------ | ----------------------------------- | --- |
| 1943.  | Alfred Newman – Bernadettina pjesma | Frank Skinner, Hans J. Salter – Čudesna gospođa Holliday Max Steiner – Casablanca Morris Stoloff, Louis Gruenberg – Komandosi napadaju u zoru Roy Webb, C. Bakaleinikoff – The Fallen Sparrow Victor Young – Kome zvono zvoni Hanns Eisler – Hangmen Also Die Phil Boutelje – Hi Diddle Diddle Walter Scharf – U staroj Oklahomi Leigh Harline – Johnny Come Lately Gerard Carbonara – The Kansan Arthur Lange – Lady of Burlesque Herbert Stothart – Madame Curie Dimitri Tiomkin – The Moon and Sixpence Aaron Copland – Zvijezda sjevernjača Edward H. Plumb, Paul Smith, Oliver G. Wallace – Victory Through Air Power |

| Godina | Glazba za mjuzikl            | Nominirani |
| ------ | ---------------------------- | --- |
| 1943.  | Ray Heindorf – Ovo je vojska | Alfred Newman – Otok Coney Walter Scharf – Hit Parade of 1943 Edward Ward – Fantom u operi Charles Wolcott, Edward H. Plumb, Paul J. Smith – Saludos Amigos Leigh Harline – Nebo je granica Morris Stoloff – Something to Shout About Fred Rich – Stage Door Canteen Robert Emmett Dolan – Star Spangled Rhythm Herbert Stothart – Thousands Cheer |

| Godina | Glazba za dramski film ili komediju | Nominirani |
| ------ | ----------------------------------- | --- |
| 1944.  | Max Steiner – Otkad si otišao       | Morris Stoloff, Ernst Toch – Adresa nepoznata Max Steiner – Pustolovine Marka Twaina Dimitri Tiomkin – Most sudbine H. J. Salter – Christmas Holiday Miklós Rózsa – Dvostruka obmana Walter Scharf, Roy Webb – The Fighting Seabees Edward Paul, Michel Michelet – Dlakavi majmun Robert Stolz – Dogodilo se sutra Fred Rich – Jack London Herbert Stothart – Kismet Hanns Eisler, C. Bakaleinikoff – Ništa osim usamljenog srca David Rose – Princeza i gusar Karl Hajos – Ljetna oluja Franke Harling – Tri ruske djevojke Edward Paul – Gore u Mabelinoj sobi Michel Michelet – Glas u vjetru Alfred Newman – Wilson Miklós Rózsa – Gradska djevojka |

| Godina | Glazba za mjuzikl                                     | Nominirani |
| ------ | ----------------------------------------------------- | --- |
| 1944.  | Morris Stoloff, Carmen Dragon – Djevojka s naslovnice | Walter Scharf – Brazil C. Bakaleinikoff – Higher and Higher C. Bakaleinikoff – Higher and Higher Ray Heindorf – Hollywood Canteen Alfred Newman – Irske oči se smiju Werner R. Heymann, Kurt Weill – Knickerbocker Holiday Robert Emmett Dolan – Dama u mraku Edward Kay – Lady, Let's Dance Georgie Stoll – Nađimo se u St. Louisu H. J. Salter – Veseli Monahanovi Ferde Grofe, Leo Erdody – Minstrel Man Mahlon Merrick – Senzacije 1945. Charles Previn – Song of the Open Road Ray Heindorf, Louis Forbes – Up in Arms |

| Godina | Glazba za dramski film ili komediju | Nominirani |
| ------ | ----------------------------------- | --- |
| 1945.  | Miklós Rózsa – Začarana             | Robert Emmett Dolan – Zvona Svete Marije Lou Forbes – Brewsterovi milijuni Werner Janssen – Kapetan Kidd Roy Webb – Začarana vikendica Morton Scott, Dale Butts – Flame of Barbary Coast Edward J. Kay – G. I. Honeymoon Louis Applebaum, Ann Ronell – Priča o vojniku Werner Janssen – Gost u kući Daniele Amfitheatrof – Gostinska supruga Alfred Newman – Ključevi kraljevstva Miklós Rózsa – Izgubljeni vikend Victor Young – Ljubavna pisma Karl Hajos – Čovjek koji je hodao sam Karl Hajos – Čovjek koji je hodao sam Franz Waxman – Cilj Burma Alexander Tansman – Paris--Underground Miklós Rózsa, Morris Stoloff – Pjesma za pamćenje Werner Janssen – Južnjak H. J. Salter – Ova naša ljubav Herbert Stothart – Dolina odluka Arthur Lange, Hugo Friedhofer - Žena na prozoru |

| Godina | Glazba za mjuzikl              | Nominirani |
| ------ | ------------------------------ | --- |
| 1945.  | Georgie Stoll – Anchors Aweigh | Arthur Lange – Zvona s Yukona Jerome Kern, H. J. Salter – Can't Help Singing Morton Scott – Hitchhike to Happiness Robert Emmett Dolan – Incendiary Blonde Ray Heindorf, Max Steiner – Rapsodija u plavom Alfred Newman, Charles E. Henderson – Državni sajam Edward J. Kay – Sunbonnet Sue Charles Wolcott, Edward Plumb, Paul J. Smith – The Three Caballeros Marlin Skiles, Morris Stoloff – Večeras i svake noći Walter Greene – Zašto djevojke napuštaju dom Ray Heindorf, Lou Forbes – Čudotvorac Arthur Lange – Zvona s Yukona |

| Godina | Glazba za dramski film ili komediju            | Nominirani |
| ------ | ---------------------------------------------- | --- |
| 1946.  | Hugo Friedhofer – Najbolje godine naših života | Bernard Herrmann – Anna i sijamski kralj William Walton – Henrik V. Franz Waxman – Humoreska Miklós Rózsa – Ubojice |

| Godina | Glazba za mjuzikl                | Nominirani |
| ------ | -------------------------------- | --- |
| 1946.  | Morris Stoloff – Priča o Jolsonu | Robert Emmett Dolan – Plavo nebo Alfred Newman – Centennial Summer Lennie Hayton – Harveyjeve djevojke Ray Heindorf, Max Steiner – Noć i dan |

| Godina | Glazba za dramski film ili komediju | Nominirani |
| ------ | ----------------------------------- | --- |
| 1947.  | Miklós Rózsa – Dvostruki život      | Hugo Friedhofer – Biskupova žena Alfred Newman – Kastiljski kapetan David Raksin – Forever Amber Max Steiner – Život s ocem |

| Godina | Glazba za mjuzikl                  | Nominirani |
| ------ | ---------------------------------- | --- |
| 1947.  | Alfred Newman – Mother Wore Tights | Johnny Green – Fiesta Ray Heindorf, Max Steiner – Moja divlja irska ruža Daniele Amfitheatrof, Paul J. Smith, Charles Wolcott – Južnjačka pjesma |

| Godina | Glazba za dramski film ili komediju | Nominirani |
| ------ | ----------------------------------- | --- |
| 1948.  | Brian Easdale – Crvene cipele       | William Walton – Hamlet Hugo Friedhofer – Ivana Orleanska Max Steiner – Johnny Belinda Alfred Newman – Zmijsko leglo |

| Godina | Glazba za mjuzikl                          | Nominirani |
| ------ | ------------------------------------------ | --- |
| 1948.  | Johnny Green, Roger Edens – Uskrsna parada | Victor Young – Carski valcer Lennie Hayton – Gusar Ray Heindorf – Romansa na pučini Alfred Newman - When My Baby Smiles at Me |

| Godina | Glazba za dramski film ili komediju | Nominirani                                                |
| ------ | ----------------------------------- | --------------------------------------------------------- |
| 1949.  | Aaron Copland – Nasljednica         | Max Steiner – Beyond the Forest Dimitri Tiomkin – Šampion |

| Godina | Glazba za mjuzikl                        | Nominirani                                                                                  |
| ------ | ---------------------------------------- | ------------------------------------------------------------------------------------------- |
| 1949.  | Roger Edens, Lennie Hayton – On the Town | Morris Stoloff, George Duning – Jolson opet pjeva Ray Heindorf – Look for the Silver Lining |

### 1950-e
| Godina | Glazba za dramski film ili komediju | Nominirani |
| ------ | ----------------------------------- | --- |
| 1950.  | Franz Waxman – Bulevar sumraka      | Alfred Newman – Sve o Evi Max Steiner – Plamen i strijela George Duning – No Sad Songs for Me Victor Young – Samson i Dalila |

| Godina | Glazba za mjuzikl                                | Nominirani |
| ------ | ------------------------------------------------ | --- |
| 1950.  | Adolph Deutsch, Roger Edens – Annie Get Your Gun | Oliver Wallace, Paul J. Smith – Pepeljuga Lionel Newman – I'll Get By Andre Previn – Tri male riječi Ray Heindorf – Priča s West Pointa |

| Godina | Glazba za dramski film ili komediju | Nominirani |
| ------ | ----------------------------------- | --- |
| 1951.  | Franz Waxman – Mjesto pod suncem    | Alfred Newman – David i Bathsheba Alex North – Smrt trgovca Miklós Rózsa – Quo Vadis Alex North – Tramvaj zvan čežnja |

| Godina | Glazba za mjuzikl                                | Nominirani |
| ------ | ------------------------------------------------ | --- |
| 1951.  | Johnny Green, Saul Chaplin – Amerikanac u Parizu | Oliver Wallace – Alisa u zemlji čudesa Peter Herman Adler, Johnny Green – Veliki Caruso Alfred Newman – Na rivijeri Adolph Deutsch, Conrad Salinger – Show Boat |

| Godina | Glazba za dramski film ili komediju | Nominirani |
| ------ | ----------------------------------- | --- |
| 1952.  | Dimitri Tiomkin – Točno u podne     | Miklós Rózsa – Ivanhoe Max Steiner – Čudo naše Gospe fatimske Herschel Burke Gilbert – Lopov Alex North – Viva Zapata! |

| Godina | Glazba za mjuzikl                | Nominirani |
| ------ | -------------------------------- | --- |
| 1952.  | Alfred Newman – S pjesmom u srcu | Walter Scharf – Hans Christian Andersen Ray Heindorf, Max Steiner – Jazz pjevač Gian Carlo Menotti – Medij Lennie Hayton – Pjevajmo na kiši |

| Godina | Glazba za dramski film ili komediju | Nominirani |
| ------ | ----------------------------------- | --- |
| 1953.  | Bronislau Kaper – Lili              | Hugo Friedhofer – Above and Beyond Morris Stoloff, George Duning – Odavde do vječnosti Miklós Rózsa – Julije Cezar Louis Forbes – This is Cinerama |

| Godina | Glazba za mjuzikl             | Nominirani |
| ------ | ----------------------------- | --- |
| 1953.  | Alfred Newman – Zovi me madam | Adolph Deutsch – The Band Wagon Ray Heindorf – Calamity Jane Friedrich Hollaender, Morris Stoloff – The 5,000 Fingers of Dr. T Andre Previn, Saul Chaplin – Poljubi me, Kate |

| Godina | Glazba za dramski film ili komediju       | Nominirani |
| ------ | ----------------------------------------- | --- |
| 1954.  | Dimitri Tiomkin – The High and the Mighty | Max Steiner – Pobuna na Caineu Larry Adler – Genevieve Leonard Bernstein – Na dokovima New Yorka Franz Waxman – Srebrni pehar |

| Godina | Glazba za mjuzikl                                              | Nominirani |
| ------ | -------------------------------------------------------------- | --- |
| 1954.  | Adolph Deutsch, Saul Chaplin – Sedam nevjesta za sedmero braće | Herschel Burke Gilbert – Carmen Jones Joseph Gershenson, Henry Mancini – Priča o Glennu Milleru Ray Heindorf – Zvijezda je rođena Alfred Newman, Lionel Newman – Nema biznisa do šoubiznisa |

| Godina | Glazba za dramski film ili komediju             | Nominirani |
| ------ | ----------------------------------------------- | --- |
| 1955.  | Alfred Newman – Love Is a Many-Splendored Thing | Max Steiner – Bojni poklič Elmer Bernstein – Čovjek sa zlatnom rukom George Duning – Piknik Alex North – Rose Tattoo |

| Godina | Glazba za mjuzikl                                                | Nominirani |
| ------ | ---------------------------------------------------------------- | --- |
| 1955.  | Robert Russell Bennett, Jay Blackton, Adolph Deutsch – Oklahoma! | Alfred Newman – Daddy Long Legs Jay Blackton, Cyril J. Mockridge – Momci i djevojke Andre Previn – It's Always Fair Weather Percy Faith, George Stoll – Voli me ili ostavi |

| Godina | Glazba za dramski film ili komediju      | Nominirani |
| ------ | ---------------------------------------- | --- |
| 1956.  | Victor Young – Put oko svijeta u 80 dana | Alfred Newman – Anastasia Hugo Friedhofer – Između raja i pakla Dimitri Tiomkin – Div Alex North – Čudotvorac |

| Godina | Glazba za mjuzikl                     | Nominirani |
| ------ | ------------------------------------- | --- |
| 1956.  | Alfred Newman, Ken Darby – Kralj i ja | Lionel Newman – Najbolje stvari u životu su besplatne Morris Stoloff, George Duning – Priča o Eddyju Duchinu Johnny Green, Saul Chaplin – Visoko društvo George Stoll, Johnny Green – Nađimo se u Las Vegasu |

| Godina | Najbolja originalna glazba           | Nominirani |
| ------ | ------------------------------------ | --- |
| 1957.  | Malcolm Arnold – Most na rijeci Kwai | Hugo Friedhofer – An Affair to Remember Hugo Friedhofer – Dječak na dupinu Paul Smith – Perri Johnny Green – Raintree County |

| Godina | Glazba za dramski film ili komediju | Nominirani |
| ------ | ----------------------------------- | --- |
| 1958.  | Dimitri Tiomkin – Starac i more     | Jerome Moross – The Big Country David Raksin – Odvojeni stolovi Oliver Wallace – White Wilderness Hugo Friedhofer – Mladi lavovi |

| Godina | Glazba za mjuzikl   | Nominirani |
| ------ | ------------------- | --- |
| 1958.  | Andre Previn – Gigi | Yuri Faier, G. Rozhdestvensky – The Bolshoi Ballet Ray Heindorf – Prokleti Jenkiji Lionel Newman – Mardi Gras Alfred Newman, Ken Darby - Južni Pacifik |

| Godina | Glazba za dramski film ili komediju | Nominirani |
| ------ | ----------------------------------- | --- |
| 1959.  | Miklós Rózsa – Ben-Hur              | Alfred Newman – Dnevnik Anne Frank Franz Waxman – Priča o opatici Ernest Gold – Na plaži Frank DeVol – Šaputanja na jastuku |

| Godina | Glazba za mjuzikl                      | Nominirani |
| ------ | -------------------------------------- | --- |
| 1959.  | Andre Previn, Ken Darby – Porgy i Bess | Leith Stevens – The Five Pennies Nelson Riddle, Joseph J. Lilley – Say One for Me George Bruns – Uspavana ljepotica |

### 1960-e
| Godina | Glazba za dramski film ili komediju | Nominirani |
| ------ | ----------------------------------- | --- |
| 1960.  | Ernest Gold – Egzodus               | Dimitri Tiomkin – Alamo Andre Previn – Elmer Gantry Elmer Bernstein – Sedmorica veličanstvenih Alex North – Spartak |

| Godina | Glazba za mjuzikl                                                      | Nominirani |
| ------ | ---------------------------------------------------------------------- | --- |
| 1960.  | Morris Stoloff, Harry Sukman – Pjesma bez kraja (Priča o Franzu Lisztu | Andre Previn – Zvona zvone Nelson Riddle – Can-Can Lionel Newman, Earle H. Hagen – Volimo se Johnny Green – Pepe |

| Godina | Glazba za dramski film ili komediju   | Nominirani |
| ------ | ------------------------------------- | --- |
| 1961.  | Henry Mancini – Doručak kod Tiffanyja | Miklós Rózsa – El Cid Morris Stoloff, Harry Sukman – Fanny Dimitri Tiomkin – Topovi s Navaronea Elmer Bernstein – Ljeto i dim |

| Godina | Glazba za mjuzikl                                                             | Nominirani |
| ------ | ----------------------------------------------------------------------------- | --- |
| 1961.  | Saul Chaplin, Johnny Green, Sid Ramin, Irwin Kostal – Priča sa zapadne strane | George Bruns – Babes in Toyland Alfred Newman, Ken Darby – Flower Drum Song Dmitrij Šoštakovič – Khovanshchina Duke Ellington – Paris Blues |

| Godina | Originalna glazba                   | Nominirani |
| ------ | ----------------------------------- | --- |
| 1962.  | Maurice Jarre – Lawrence od Arabije | Jerry Goldsmith – Freud Bronislau Kaper – Pobuna na brodu Bounty Franz Waxman – Taras Bulba Elmer Bernstein – Ubiti pticu rugalicu |

| Godina | Adaptirana glazba ili obrada | Nominirani |
| ------ | ---------------------------- | --- |
| 1962.  | Ray Heindorf – Glazbenik     | George Stoll – Billy Rose's Jumbo Michel Magne – Gigot Frank Perkins – Ciganka Leigh Harline – Čudesni svijet braće Grimm |

| Godina | Originalna glazba        | Nominirani |
| ------ | ------------------------ | --- |
| 1963.  | John Addison – Tom Jones | Alex North – Kleopatra Dimitri Tiomkin – 55 dana u Pekingu Alfred Newman, Ken Darby – Kako je osvojen Zapad Ernest Gold – Ludi svijet |

| Godina | Adaptirana glazba ili obrada | Nominirani |
| ------ | ---------------------------- | --- |
| 1963.  | Andre Previn – Slatka Irma   | John Green – Bye Bye Birdie Leith Stevens – A New Kind of Love Maurice Jarre – Sundays and Cybele George Bruns – Mač u kamenu |

| Godina | Originalna glazba                                    | Nominirani |
| ------ | ---------------------------------------------------- | --- |
| 1964.  | Richard M. Sherman, Robert B. Sherman – Mary Poppins | Laurence Rosenthal – Becket Dimitri Tiomkin – Pad Rimskog Carstva Frank DeVol – Hush… Hush, Sweet Charlotte Henry Mancini – Pink Panther |

| Godina | Adaptirana glazba ili obrada | Nominirani |
| ------ | ---------------------------- | --- |
| 1964.  | Andre Previn – My Fair Lady  | George Martin – A Hard Day's Night Nelson Riddle – Robin i sedam lopova Robert Armbruster, Leo Arnaud, Jack Elliott, Jack Hayes, Calvin Jackson, Leo Shuken – Nepotopiva Molly Brown |

| Godina | Originalna glazba             | Nominirani |
| ------ | ----------------------------- | --- |
| 1965.  | Maurice Jarre – Doktor Živago | Alex North – Aonija i ekstaza Alfred Newman – Najveća priča ikad ispričana Jerry Goldsmith – A Patch of Blue Michel Legrand, Jacques Demy – The Umbrellas of Cherbourg |

| Godina | Adaptirana glazba ili obrada           | Nominirani |
| ------ | -------------------------------------- | --- |
| 1965.  | Irwin Kostal – Moje pjesme, moji snovi | Frank DeVol – Cat Ballou Lionel Newman, Alexander Courage – The Pleasure Seekers Don Walker – Tisuću klaunova Michel Legrand – The Umbrellas of Cherbourg |

| Godina | Originalna glazba      | Nominirani |
| ------ | ---------------------- | --- |
| 1966.  | John Barry – Born Free | Toshiro Mayuzumi – Biblija: Knjiga postanka Elmer Bernstein – Havaji Jerry Goldsmith – Misija u Kini Alex North – Tko se boji Virginije Woolf? |

| Godina | Adaptirana glazba ili obrada                              | Nominirani |
| ------ | --------------------------------------------------------- | --- |
| 1966.  | Ken Thorne – Smiješna stvar se dogodila na putu do foruma | Luis Enrique Bacalov – Evanđelje po Mateju Elmer Bernstein – Povratak sedmorice Harry Sukman – Raspjevana opatica Al Ham – Zaustavite svijet - želim sići |

| Godina | Originalna glazba                          | Nominirani |
| ------ | ------------------------------------------ | --- |
| 1967.  | Elmer Bernstein – Thoroughly Modern Millie | Lalo Schifrin – Hladnokrvni kažnjenik Leslie Bricusse – Doktor Dolittle Richard Rodney Bennett – Daleko od podivljale gomile Quincy Jones – In Cold Blood |

| Godina | Adaptirana glazba ili obrada       | Nominirani |
| ------ | ---------------------------------- | --- |
| 1967.  | Alfred Newman, Ken Darby – Camelot | Lionel Newman, Alexander Courage – Doktor Dolittle Frank DeVol – Pogodi tko dolazi na večeru Andre Previn, Joseph Gershenson – Thoroughly Modern Millie John Williams – Dolina lutaka |

| Godina | Originalna glazba             | Nominirani |
| ------ | ----------------------------- | --- |
| 1968.  | John Barry – Zima jednog lava | Lalo Schifrin – Lisica Jerry Goldsmith – Planet majmuna Alex North – The Shoes of the Fisherman Michel Legrand – Afera Thomasa Crowna |

| Godina | Glazba za mjuzikl - originalna ili adaptacija | Nominirani |
| ------ | --------------------------------------------- | --- |
| 1968.  | Johnny Green – Oliver!                        | Ray Heindorf – Finianova duga Walter Scharf – Smiješna djevojka Lennie Hayton – Zvijezda! Michel Legrand - Mlade djevojke iz Rocheforta |

| Godina | Originalna glazba                             | Nominirani |
| ------ | --------------------------------------------- | --- |
| 1969.  | Burt Bacharach – Butch Cassidy i Sundance Kid | Georges Delerue – Anne od tisuću dana John Williams – The Reivers Ernest Gold – Tajna Santa Vittorije Jerry Fielding – Divlja horda |

| Godina | Glazba za mjuzikl - originalna ili adaptacija | Nominirani |
| ------ | --------------------------------------------- | --- |
| 1969.  | Lennie Hayton, Lionel Newman – Hello, Dolly!  | John Williams – Zbogom, gospodine Chips Nelson Riddle – Svi za Eldorado Cy Coleman – Slatko milosrđe John Green, Albert Woodbury – Konje ubijaju, zar ne? |

### 1970-e
| Godina | Originalna glazba            | Nominirani                                                                                            |
| ------ | ---------------------------- | --- |
| 1970.  | Francis Lai – Ljubavna priča | Alfred Newman – Aerodrom Frank Cordell – Cromwell Jerry Goldsmith – Patton Henry Mancini – I Girasoli |

| Godina | Originalna pjesma       | Nominirani |
| ------ | ----------------------- | --- |
| 1970.  | The Beatles – Let It Be | Fred Karlin, Tylwyth Kymry – The Baby Maker Rod McKuen, John Scott Trotter; stihovi: Rod McKuen, Bill Melendez; Al Shean; adaptirana glazba: Vince Guaraldi – A Boy Named Charlie Brown Glazba: Henry Mancini; stihovi: Johnny Mercer – Darling Lili Glazba: Leslie Bricusse; stihovi: Ian Fraser; Herbert W. Spencer – Scrooge |

| Godina | Originalna glazba           | Nominirani |
| ------ | --------------------------- | --- |
| 1971.  | Michel Legrand – Ljeto '42. | John Barry – Marija, škotska kraljica Richard Rodney Bennett – Nikolaj i Aleksandra Isaac Hayes – Shaft Jerry Fielding – Psi od slame |

| Godina | Originalna pjesma i adaptacija  | Nominirani |
| ------ | ------------------------------- | --- |
| 1971.  | John Williams – Guslač na krovu | Pjesma: Richard M. Sherman, Robert B. Sherman; Adaptacija: Irwin Kostal – Bedknobs and Broomsticks Peter Maxwell Davies, Peter Greenwell – The Boy Friend Dimitri Tiomkin – Čajkovski Pjesma: Leslie Bricusse, Anthony Newley; Adaptacija: Walter Scharf – Willy Wonka i tvornica čokolade |

| Godina | Originalna glazba                                                 | Nominirani |
| ------ | ----------------------------------------------------------------- | --- |
| 1972.  | Charles Chaplin, Raymond Rasch, Larry Russell – Svjetla pozornice | Nino Rota – Kum John Williams – Slike Buddy Baker – Napoleon i Samantha John Williams – Posejdonova avantura John Addison – Njuškalo |

| Godina | Originalna pjesma i adaptacija | Nominirani                                                            |
| ------ | ------------------------------ | --------------------------------------------------------------------- |
| 1972.  | Ralph Burns – Cabaret          | Gil Askey – Dama pjeva blues Laurence Rosenthal – Čovjek iz La Mancha |

| Godina | Originalna glazba                 | Nominirani |
| ------ | --------------------------------- | --- |
| 1973.  | Marvin Hamlisch – The Way We Were | John Williams – Cinderella Liberty Georges Delerue – Dan dupina Jerry Goldsmith – Leptir John Cameron – Put u visoko društvo |

| Godina | Originalna pjesma i adaptacija | Nominirani |
| ------ | ------------------------------ | --- |
| 1973.  | Marvin Hamlisch – Žalac        | André Previn, Herbert W. Spencer, Andrew Lloyd Webber – Isus Krist Superstar Pjesma: Richard M. Sherman, Robert B. Sherman; Adaptacija: John Williams – Tom Sawyer |

| Godina | Originalna glazba                   | Nominirani |
| ------ | ----------------------------------- | --- |
| 1974.  | Nino Rota, Carmine Coppola – Kum II | Jerry Goldsmith – Kineska četvrt Richard Rodney Bennett – Ubojstvo u Orijent Expressu Alex North – Shanks John Williams – Pakleni toranj |

| Godina | Originalna pjesma i adaptacija | Nominirani |
| ------ | ------------------------------ | --- |
| 1974.  | Nelson Riddle – Veliki Gatsby  | Pjesma: Alan Jay Lerner, Frederick Loewe; Adaptacija: Angela Morley, Douglas Gamley – Mali princ Pjesma: Paul Williams; Adaptacija: Paul Williams, George Aliceson Tipton – Phantom of the Paradise |

| Godina | Originalna glazba     | Nominirani |
| ------ | --------------------- | --- |
| 1975.  | John Williams – Ralje | Gerald Fried – Birds Do It, Bees Do It Alex North – Zagrizi metak Jack Nitzsche – Let iznad kukavičjeg gnijezda Jerry Goldsmith – Vjetar i lav |

| Godina | Originalna pjesma i adaptacija  | Nominirani                                         |
| ------ | ------------------------------- | -------------------------------------------------- |
| 1975.  | Leonard Rosenman – Barry Lyndon | Peter Matz – Smiješna dama Peter Townshend – Tommy |

| Godina | Originalna glazba             | Nominirani |
| ------ | ----------------------------- | --- |
| 1976.  | Jerry Goldsmith – Pretkazanje | Bernard Herrmann – Opsjednutost Jerry Fielding – Odmetnik Josey Wales Bernard Herrmann – Taksist Lalo Schifrin – Putovanje prokletih |

| Godina | Originalna pjesma i adaptacija          | Nominirani                                                       |
| ------ | --------------------------------------- | ---------------------------------------------------------------- |
| 1976.  | Leonard Rosenman – Predodređen za slavu | Paul Williams – Bugsy Malone Roger Kellaway – Zvijezda je rođena |

| Godina | Originalna glazba                             | Nominirani |
| ------ | --------------------------------------------- | --- |
| 1977.  | John Williams – Ratovi zvijezda IV: Nova nada | John Williams – Bliski susreti treće vrste Georges Delerue – Julia Maurice Jarre – Muhamed, Božji poslanik Marvin Hamlisch – Špijun koji me volio |

| Godina | Originalna pjesma i njena adaptacija ili adaptirana glazba | Nominirani |
| ------ | ---------------------------------------------------------- | --- |
| 1977.  | Jonathan Tunick – Mala noćna muzika                        | Pjesma: Al Kasha, Joel Hirschhorn; Adaptacija: Irwin Kostal – Peteov zmaj Pjesma: Richard M. Sherman, Robert B. Sherman; Adaptacija: Angela Morley – The Slipper and the Rose - The Story of Cinderella |

| Godina | Originalna glazba                 | Nominirani |
| ------ | --------------------------------- | --- |
| 1978.  | Giorgio Moroder – Ponoćni ekspres | Jerry Goldsmith – Momci iz Brazila Ennio Morricone – Dani raja Dave Grusin – Nebo može čekati John Williams – Superman |

| Godina | Adaptirana glazba                      | Nominirani                                          |
| ------ | -------------------------------------- | --------------------------------------------------- |
| 1978.  | Joe Renzetti – Priča o Buddyju Hollyju | Jerry Wexler – Pretty Baby Quincy Jones – Čarobnjak |

| Godina | Originalna glazba              | Nominirani |
| ------ | ------------------------------ | --- |
| 1979.  | Georges Delerue – Mala romansa | Lalo Schifrin – Amityville Horor Dave Grusin – Šampion Jerry Goldsmith – Zvjezdane staze Henry Mancini – Desetka |

| Godina | Originalna pjesma i njena adaptacija ili adaptirana glazba | Nominirani |
| ------ | ---------------------------------------------------------- | --- |
| 1979.  | Ralph Burns – Sav taj jazz                                 | Patrick Williams – Četiri prijatelja Pjesma: Paul Williams, Kenny Ascher; Adaptacija: Paul Williams – Muppeti |

### 1980-e
| Godina | Originalna glazba         | Nominirani |
| ------ | ------------------------- | --- |
| 1980.  | Michael Gore – Slava      | John Corigliano – Različite države John Morris – Čovjek slon John Williams – Ratovi zvijezda V: Imperij uzvraća udarac Philippe Sarde – Tess |
| 1981.  | Vangelis – Vatrene kočije | Alex North – Dragonslayer Dave Grusin – Ljetnikovac na Zlatnom jezeru Randy Newman – Ragtime John Williams – Otimači izgubljenog kovčega     |

| Godina | Originalna glazba    | Nominirani |
| ------ | -------------------- | --- |
| 1982.  | John Williams – E.T. | Ravi Shankar, George Fenton – Gandhi Jack Nitzsche – Oficir i gentleman Jerry Goldsmith – Poltergeist Marvin Hamlisch – Sofijin izbor |

| Godina | Originalna pjesma i njena adaptacija ili adaptirana glazba                           | Nominirani                                         |
| ------ | ------------------------------------------------------------------------------------ | -------------------------------------------------- |
| 1982.  | Pjesma: Henry Mancini, Leslie Bricusse; Adaptacija: Henry Mancini – Victor, Victoria | Ralph Burns – Annie Tom Waits – One from the Heart |

| Godina | Originalna glazba                            | Nominirani |
| ------ | -------------------------------------------- | --- |
| 1983.  | Bill Conti – Putovanje u svemir: Prava stvar | Leonard Rosenman – Cross Creek John Williams – Ratovi zvijezda VI: Povratak Jedija Michael Gore – Vrijeme nježnosti Jerry Goldsmith – Pod paljbom |

| Godina | Originalna pjesma i njena adaptacija ili adaptirana glazba | Nominirani                                               |
| ------ | ---------------------------------------------------------- | -------------------------------------------------------- |
| 1983.  | Michel Legrand, Alan Bergman, Marilyn Bergman – Yentl      | Lalo Schifrin – Žalac 2 Elmer Bernstein – Trading Places |

| Godina | Originalna glazba            | Nominirani |
| ------ | ---------------------------- | --- |
| 1984.  | Maurice Jarre – Put u Indiju | John Williams – Indiana Jones i ukleti hram Randy Newman – Potpuno prirodno John Williams – Rijeka Alex North – Pod vulkanom |

| Godina | Originalna pjesma    | Nominirani                                                            |
| ------ | -------------------- | --------------------------------------------------------------------- |
| 1984.  | Prince – Purple Rain | Jeff Moss – Muppeti osvajaju Manhattan Kris Kristofferson – Kantautor |

| Godina | Originalna glazba                                               | Nominirani |
| ------ | --------------------------------------------------------------- | --- |
| 1985.  | John Barry – Moja Afrika                                        | Georges Delerue – Agnes od Boga Quincy Jones, Jeremy Lubbock, Rod Temperton, Caiphus Semenya, Andrae Crouch; Chris Boardman, Jorge Calandrelli, Joel Rosenbaum, Fred Steiner, Jack Hayes, Jerry Hey, Randy Kerber – Boja purpura Bruce Broughton – Silverado Maurice Jarre – Svjedok |
| 1986.  | Herbie Hancock – Oko ponoći                                     | James Horner – Aliens Jerry Goldsmith – Hoosiers Ennio Morricone – Misija Leonard Rosenman – Zvjezdane staze IV: Putovanje kući |
| 1987.  | Ryuichi Sakamoto, David Byrne, Cong Su – Posljednji kineski car | George Fenton; Jonas Gwangwa – Cry Freedom John Williams – Carstvo sunca Ennio Morricone – Nedodirljivi John Williams – Vještice iz Eastwicka |
| 1988.  | Dave Grusin – The Milagro Beanfield War                         | John Williams – Slučajni turist George Fenton – Opasne veze Maurice Jarre – Gorile u magli Hans Zimmer – Kišni čovjek |
| 1989.  | Alan Menken – Mala sirena                                       | John Williams – Rođen 4. srpnja Dave Grusin – Fantastična braća Baker James Horner – Polje snova John Williams – Indiana Jones i posljednji križarski pohod |

### 1990-e
| Godina | Originalna glazba                  | Nominirani |
| ------ | ---------------------------------- | --- |
| 1990.  | John Barry – Ples s vukovima       | Randy Newman – Avalon Maurice Jarre – Duh Dave Grusin – Havana John Williams – Sam u kući                                                |
| 1991.  | Alan Menken – Ljepotica i zvijer   | Ennio Morricone – Bugsy George Fenton – Kralj ribara John Williams – JFK James Newton Howard – Gospodar plime                            |
| 1992.  | Alan Menken – Aladin               | Jerry Goldsmith – Sirove strasti John Barry – Chaplin Richard Robbins – Howards End Mark Isham – Rijeka sjećanja                         |
| 1993.  | John Williams – Schindlerova lista | Elmer Bernstein – Doba nevinosti Dave Grusin – Tvrtka James Newton Howard – Bjegunac Richard Robbins – Na kraju dana                     |
| 1994.  | Hans Zimmer – Kralj lavova         | Alan Silvestri – Forrest Gump Elliot Goldenthal – Intervju s vampirom Thomas Newman – Male žene Thomas Newman – Iskupljenje u Shawshanku |

| Godina | Najbolja originalna dramska glazba | Nominirani                                                                                                 |
| ------ | ---------------------------------- | --- |
| 1995.  | Luis Enríquez Bacalov – Poštar     | James Horner – Apollo 13 James Horner – Hrabro srce John Williams – Nixon Patrick Doyle – Razum i osjećaji |

| Godina | Najbolja originalna glazba za mjuzikl ili komediju | Nominirani |
| ------ | -------------------------------------------------- | --- |
| 1995.  | Stephen Schwartz – Pocahontas                      | Marc Shaiman – Američki predsjednik John Williams – Sabrina Randy Newman – Priča o igračkama Thomas Newman – Neznani junaci |

| Godina | Najbolja originalna dramska glazba | Nominirani                                                                                                   |
| ------ | ---------------------------------- | --- |
| 1996.  | Gabriel Yared – Engleski pacijent  | Patrick Doyle – Hamlet Elliot Goldenthal – Michael Collins David Hirschfelder – Sjaj John Williams – Spavači |

| Godina | Najbolja originalna glazba za mjuzikl ili komediju | Nominirani |
| ------ | -------------------------------------------------- | --- |
| 1996.  | Rachel Portman – Emma                              | Marc Shaiman – Klub prvih supruga Alan Menken, Stephen Schwartz – Zvonar crkve Notre Dame Hans Zimmer – Propovjednikova žena |

| Godina | Najbolja originalna dramska glazba | Nominirani |
| ------ | ---------------------------------- | --- |
| 1997.  | James Horner – Titanic             | John Williams – Amistad Danny Elfman – Dobri Will Hunting Philip Glass – Kundun Jerry Goldsmith – L.A. povjerljivo |

| Godina | Najbolja originalna glazba za mjuzikl ili komediju | Nominirani |
| ------ | -------------------------------------------------- | --- |
| 1997.  | Anne Dudley – Skidajte se do kraja                 | Stephen Flaherty, Lynn Ahrens, David Newman – Anastazija Hans Zimmer – Bolje ne može Danny Elfman – Ljudi u crnom James Newton Howard – Moj dečko se ženi |

| Godina | Najbolja originalna dramska glazba | Nominirani |
| ------ | ---------------------------------- | --- |
| 1998.  | Nicola Piovani – Život je lijep    | David Hirschfelder – Elizabeta Randy Newman – Pleasantville John Williams – Spašavanje vojnika Ryana Hans Zimmer – Tanka crvena linija |

| Godina | Najbolja originalna glazba za mjuzikl ili komediju | Nominirani |
| ------ | -------------------------------------------------- | --- |
| 1998.  | Stephen Warbeck – Zaljubljeni Shakespeare          | Randy Newman – Život kukca Matthew Wilder, David Zippel, Jerry Goldsmith – Mulan Marc Shaiman – Patch Adams Stephen Schwartz, Hans Zimmer – Princ od Egipta |

| Godina | Najbolja originalna glazba       | Nominirani |
| ------ | -------------------------------- | --- |
| 1999.  | John Corigliano – Crvena violina | Thomas Newman – Vrtlog života John Williams – Angelin prah Rachel Portman – Kućna pravila Gabriel Yared – Talentirani gospodin Ripley |

### 2000-e
| Godina | Najbolja originalna glazba                           | Nominirani |
| ------ | ---------------------------------------------------- | --- |
| 2000.  | Tan Dun – Tigar i zmaj                               | Rachel Portman – Čokolada Hans Zimmer – Gladijator Ennio Morricone – Malèna John Williams – Patriot                                               |
| 2001.  | Howard Shore – Gospodar prstenova: Prstenova družina | John Williams – Umjetna inteligencija James Horner – Genijalni um John Williams – Harry Potter i kamen mudraca Randy Newman – Čudovišta iz ormara |
| 2002.  | Elliot Goldenthal – Frida                            | John Williams – Uhvati me ako možeš Elmer Bernstein – Daleko od raja Philip Glass – Sati Thomas Newman – Put do uništenja                         |
| 2003.  | Howard Shore – Gospodar prstenova: Povratak kralja   | Danny Elfman – Krupna riba Gabriel Yared – Studengora Thomas Newman – U potrazi za Nemom James Horner – Kuća pijeska i magle                      |
| 2004.  | Jan A. P. Kaczmarek – San za životom J.M. Barrieja   | John Williams – Harry Potter i zatočenik Azkabana Thomas Newman – Niz nesretnih događaja John Debney – Pasija James Newton Howard – Zaselak       |
| 2005.  | Gustavo Santaolalla – Planina Brokeback              | John Williams – Memoari jedne gejše Alberto Iglesias – Brižni vrtlar Dario Marianelli – Ponos i predrasude John Williams – München                |
| 2006.  | Gustavo Santaolalla – Babel                          | Thomas Newman – Dobri Nijemac Philip Glass – Bilješke o skandalu Javier Navarrete – Panov labirint Alexandre Desplat – Kraljica                   |
| 2007.  | Dario Marianelli – Okajanje                          | Alberto Iglesias – Gonič zmajeva James Newton Howard – Michael Clayton Michael Giacchino – Juhu-hu Marco Beltrami – U 3:10 za Yumu                |
| 2008.  | A.R. Rahman – Milijunaš s ulice                      | Alexandre Desplat – Neobična priča o Benjaminu Buttonu Danny Elfman – Milk Thomas Newman – WALL-E James Newton Howard – Prkos                     |
| 2009.  | Michael Giacchino – Nebesa                           | Marco Beltrami i Buck Sanders – Narednik James Alexander Desplat – Fantastični gospodin Lisac James Horner – Avatar Hans Zimmer - Sherlock Holmes |

### 2010-e
| Godina | Najbolja originalna glazba                   | Nominirani |
| ------ | -------------------------------------------- | --- |
| 2010.  | Trent Reznor, Atticus Ross – Društvena mreža | A.R.Rahman – 127 sata John Powell – Kako izdresirati zmaja Hans Zimmer – Početak Alexandre Desplat – Kraljev govor                              |
| 2011.  | Ludovic Bource – Umjetnik                    | John Williams – Avanture Tintina Howard Shore – Hugo Alberto Iglesias – Dečko, dama, kralj, špijun John Williams – Put rata                     |
| 2012.  | Mychael Danna – Pijev život                  | Dario Marianelli – Ana Karenjina Alexandre Desplat – Argo John Williams – Lincoln Thomas Newman – Skyfall                                       |
| 2013.  | Steven Price – Gravitacija                   | John Williams – Kradljivica knjiga Will Butler, Owen Pallett – Ona Alexandre Desplat – Philomena Thomas Newman – Spašavanje gospodina Banksa    |
| 2014.  | Alexandre Desplat – Hotel Grand Budapest     | Alexandre Desplat – Igra oponašanja Hans Zimmer – Interstellar Gary Yershon – Gospodin Turner Jóhann Jóhannsson – Teorija svega                 |
| 2015.  | Ennio Morricone – Mrska osmorka              | Jóhann Jóhannsson – Most špijuna Carter Burwell – Carol Jóhann Jóhannsson – Sicario John Williams – Ratovi zvijezda: Sila se budi               |
| 2016.  | Justin Hurwitz – La La Land                  | Mica Levi – Jackie Dustin O'Halloran, Hauschka – Lav Nicholas Britell – Moonlight Thomas Newman – Putnici                                       |
| 2017.  | Alexandre Desplat – Oblik vode               | Hans Zimmer – Dunkirk Jonny Greenwood – Fantomska nit John Williams – Ratovi zvijezda: Posljednji Jedi Carter Burwell – Tri plakata izvan grada |
| 2018.  | Ludwig Göransson – Black Panther             | Terence Blanchard – Crni član KKKlana Nicholas Britell – Ulica Beale Alexandre Desplat – Pseći otok Marc Shaiman – Povratak Mary Poppins        |
| 2019.  | Hildur Guðnadóttir – Joker                   | Alexandre Desplat – Male žene Randy Newman – Priča o braku Thomas Newman – 1917. John Williams – Ratovi zvijezda: Uspon Skywalkera              |